# Otto Storr
Otto Storr (* 28. September 1907 in Graz; † 19. Oktober 1990 in München) war ein österreichischer Schauspieler und Operettensänger in der Stimmlage Tenorbuffo.

## Wirken
Otto Storr erhielt seine Schauspiel- und Gesangsausbildung in Graz. In den frühen 1950er Jahren kam er an das Staatstheater am Gärtnerplatz in München. Hier gehörte der zum Kammerschauspieler ernannte Künstler Jahrzehnte zu einem der beliebtesten Ensemblemitglieder. Zu seinen (komödiantischen) Paraderollen der Operette gehörten u. a. der Frosch (Gerichtsdiener) in Die Fledermaus, der Enterich in Der Bettelstudent und der Vater Johann Elßler in Die Tänzerin Fanny Elßler.
Otto Storr wirkte ferner in kleineren, meist komödiantischen Rollen in mehreren Filmen mit, beispielsweise in Ich denke oft an Piroschka, Schneewittchen und die sieben Gaukler, Das Wirtshaus im Spessart, Flitterwochen in der Hölle oder in seichten Sexkomöden wie Wenn die prallen Möpse hüpfen.
Einen Schallplattenerfolg hatte er mit dem Couplet aus der Operette Drei Wünsche, von Carl Michael Ziehrer, So dünn, dünn ist die Leopoldin/Rückseite: Schön bin i net.

## Filmografie
- 1949: Heimliches Rendezvous
- 1955:	Ich denke oft an Piroschka
- 1957:	Das Wirtshaus im Spessart
- 1958: Mit Eva fing die Sünde an
- 1959:	Sehnsucht hat mich verführt
- 1959:	Die Nackte und der Satan
- 1959:	Das schöne Abenteuer
- 1960: Endstation Rote Laterne
- 1957: Salzburger Geschichten
- 1960: Flitterwochen in der Hölle
- 1961: Haß ohne Gnade
- 1962:	Schneewittchen und die sieben Gaukler
- 1963:	Orden für die Wunderkinder
- 1965: Der Nachtkurier meldet – 3000 Dollar Finderlohn
- 1974: Wenn die prallen Möpse hüpfen

## Diskografie
- So dünn, dünn ist die Leopoldin (Label: Polydor, 78 rpm, Nr. 49149 A, 1951)
- Sängerkrieg der Heidehasen. Hörspiel mit Musik (Label: Bertelsmann, 33 rpm, 1958)
- Im Himmel gibts kein Bier (Label: Deutsche Grammophon Gesellschaft, 78 rpm, ca. 1954)